# Madhu Bhaduri
 Madhu Bhaduri  (* 1945 in Britisch-Indien) ist eine indische Autorin, Dokumentarfilmerin und Diplomatin. Sie war 2012 Gründungsmitglied der Aam Aadmi Party, distanzierte sich aber 2014 sich von der politischen Gruppe.

## Leben
Bhaduri entstammt einer multikulturellen Familie. Ihre Großmutter stammte aus Lucknow, der Hauptstadt des Bundesstaates Uttar Pradesh, und ihr Großvater war ein Punjabi. Sie trat 1968 in den indischen Auswärtigen Dienst ein und begann 1970 ihre diplomatische Laufbahn in Wien. 1971 heiratete sie den Wirtschaftsprofessor Amit Bhaduri und sie haben zwei Töchter. 1974 arbeitete sie als Diplomatin in Hanoi, 1981 in Wien, von 1984 bis 1992 in Mexiko-Stadt und anschließend bis 1996 als Generalkonsul in Hamburg. Danach war sie als Nachfolgerin von Satindra Nath Puriie bis 2000 Botschafterin von Indien in Minsk, Belarus. 1997 drehte sie dort eine 90-minütige Dokumentation „The Road to Germany“ über Einwanderer ohne Papiere, die durch Belarus nach Litauen, Polen und schließlich nach Deutschland reisen. Nachfolgend war sie bis 2003 Botschafterin von Indien in Lissabon, Portugal.
Seit ihrer Pensionierung im Dezember 2003 lebt sie mit ihrem Mann in Delhi und arbeitet ehrenamtlich bei der Organisation Parivartan. Diese Organisation beteiligt sich an der Bekämpfung der Korruption durch die Nutzung des Rechts auf Information. Von 2012 bis 2014 gehörte sie als Mitglied der Aam Aadmi Party(AAP) an. Sie trat als eines der Gründungsmitglieder der jungen Partei von allen Parteipositionen zurück und trat aus der Partei aus, nachdem sie eine Misshandlung von Frauen nicht verurteilen durfte. Sie war die zweite prominente AAP-Führerin, die nach Vinod Binny ihre Ablehnung offen zum Ausdruck gebracht hatte. Sie hat vier Romane und mehrere Kurzgeschichten auf Hindi geschrieben, die in Delhi veröffentlicht wurden, unter anderem 1999 die Novellen „Jwaar“. Ihre Kurzgeschichten wurden in verschiedenen Hindi-Fachzeitschriften veröffentlicht. Eine ihrer Kurzgeschichten und ein Roman wurden in russischer Sprache in der Zeitschrift „World Literature“ in Minsk veröffentlicht.